# Tapinocyba algirica
Tapinocyba algirica là một loài nhện trong họ Linyphiidae.
Loài này thuộc chi Tapinocyba. Tapinocyba algirica được Robert Bosmans miêu tả năm 2007.